# Angerona aquafortis
Angerona aquafortis är en fjärilsart som beskrevs av Felix Bryk 1948. Angerona aquafortis ingår i släktet Angerona och familjen mätare. Inga underarter finns listade i Catalogue of Life.